# 1,3-beta-glucano sintasi
La 1,3-beta-glucano sintasi è un enzima appartenente alla classe delle transferasi, che catalizza la seguente reazione:
UDP-glucosio + (1,3-β-D-glucosil)n ⇄ UDP + (1,3-β-D-glucosil)n+1